# Moustapha Abou Chagour
Moustapha Abou Chagour (né le 15 février 1951 à Tripoli), est un professeur d’ingénierie électrique, entrepreneur et homme politique libyen. Après 32 ans d'exil, il est appelé à la suite de la guerre civile à participer au gouvernement intérimaire dans lequel il exerce la fonction de vice-Premier ministre. Élu Premier ministre par le Congrès général national le 12 septembre 2012,, il est démis de ses fonctions le 7 octobre suivant à la suite du vote de défiance contre son gouvernement.

## Biographie

### Études
Après des études d'ingénierie à l'université de Tripoli, il rejoint le California Institute of Technology où il obtient sa maîtrise ès sciences en ingénierie électrique en 1977. Doctorant en 1984, il devient « assistant professeur » à l'université de Rochester aux États-Unis puis l'année suivante à l'université de l'Alabama à Huntsville dont il devient professeur en 1995.

### Carrière politique
Opposant au régime de Mouammar Kadhafi dès les années 1970, il rejoint le Front de salut national libyen en exil.
Après 32 ans d'exil à l'étranger, il revient en Libye durant la révolution de 2011 et soutient le Conseil national de transition. Le 22 novembre 2011, il est désigné vice-Premier ministre dans le gouvernement de transition dirigé par Abdel Rahim al-Kib.
Le 12 septembre 2012, il est élu Premier ministre par le Congrès général national avec 96 voix contre 94 pour Mahmoud Jibril, chef de l'Alliance des forces nationales, qui avait remporté une majorité relative aux élections de juillet 2012.
Le 4 octobre, Abou Chagour présente la liste des membres de son gouvernement, qui ne comprend aucun représentant de l'Alliance des forces nationales, groupe parlementaire le plus important. Le lendemain, lors d'une séance émaillée d'incidents, le Congrès général national vote le rejet de la composition du nouveau cabinet et oblige le Premier ministre élu à faire de nouvelles propositions.
Le 7 octobre, il est démis de ses fonctions de Premier ministre à la suite du rejet de la seconde mouture de son gouvernement par le Congrès.